# 路易斯·塞普尔维达

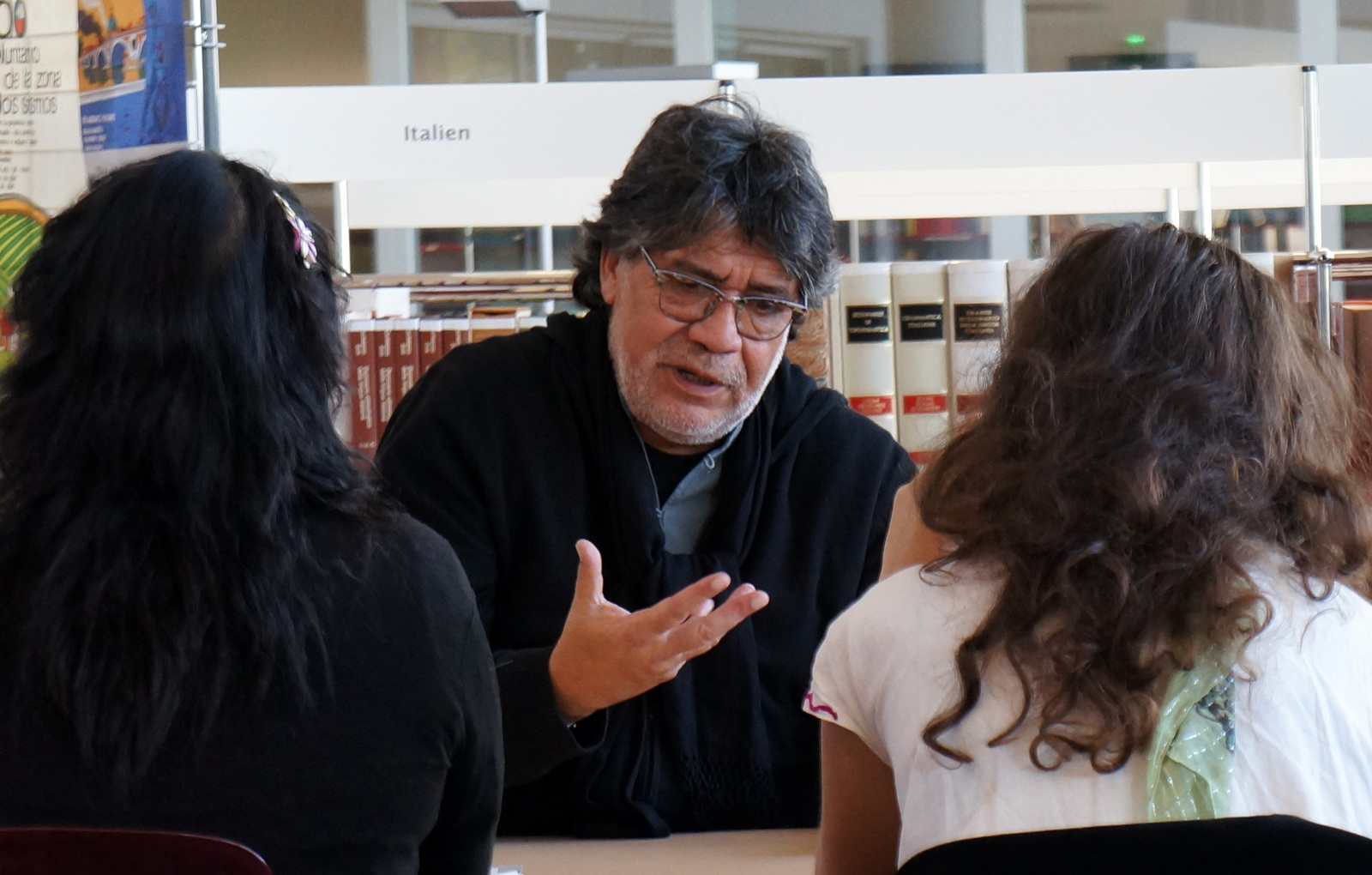
2013年10月

路易斯·塞普尔维达·卡尔弗库拉（西班牙語：Luis Sepúlveda Calfucura，1949年10月4日—2020年4月16日），是僑居西班牙的智利作家。

## 生平
1949年生于利馬里省奧瓦列，在圣地亚哥长大。父亲何塞是智利共產黨党员。母亲是马普切人，从事医务工作。他从小热爱旅行，15岁加入智利共产主义青年，曾就读于国立中学、智利大学戏剧学院，19岁被开除团籍。随后又加入智利社會黨，支持萨尔瓦多·阿连德政府。1973年智利政變之后，塞普尔维达被捕入狱，服刑两年半之久。1977年在國際特赦組織协助下逃离智利，流亡阿根廷、乌拉圭、巴西、巴拉圭和厄瓜多尔等国，直到1989年才被允许回国。1979年加入西蒙·玻利瓦尔国际纵队，赴尼加拉瓜参加桑地諾民族解放陣線推翻索摩查家族独裁统治的革命运动。1979年7月新政府成立后开始从事新闻工作。一年后前往欧洲，在汉堡生活了14年，期间获得海德堡大学传媒学硕士学位。1983年至1988年期间，他还作为绿色和平组织的通讯员在全球多个海域活动。1997年移居西班牙希洪，每年定期举办拉美图书展。
2020年3月1日在西班牙阿斯图里亚斯自治区奥维耶多市确诊感染2019冠状病毒病，4月16日不治去世。

## 作品
1992年以小说《读爱情故事的老人》轰动文坛。1995年出版旅行见闻小说《巴塔哥尼亚快車》。他的作品多聚焦于人与自然的关系，谴责人类对于生态的负面影响。

## 荣誉
曾获美洲之家文学奖、智利加布列拉·米斯特拉尔诗歌奖、春天小说奖等。2004年获法国土伦大学名誉博士称号。2005年获意大利乌比诺大学文学名誉博士称号。

## 中文译本
- . 译林少儿文库. 由宋尽冬翻译. 译林出版社. 2001年6月. ISBN 9787806572290.
- . 译林世界文学名著·现当代系列. 由伍代什翻译. 译林出版社. 2002年1月. ISBN 9787806573341.
- . 由轩乐翻译. 上海文艺出版社. 2015年8月. ISBN 9787532156153.
- . 由施杰 / 李雪菲翻译. 人民文学出版社. 2017年5月. ISBN 9787020124428.
- . 由张力翻译. 人民文学出版社. 2017年5月. ISBN 9787020124435.
- . 由施杰 / 张力翻译. 人民文学出版社. 2017年7月. ISBN 9787020127122.
- . 由张礼骏翻译. 人民文学出版社. 2017年7月. ISBN 9787020128914.
- . 由姚云青翻译. 人民文学出版社. 2017年7月. ISBN 9787020126576.
- . 由吴娴敏翻译. 人民文学出版社. 2020年3月. ISBN 9787020156887.